# 西迪贝勒阿巴斯
35°12′N 0°38′W / 35.200°N 0.633°W

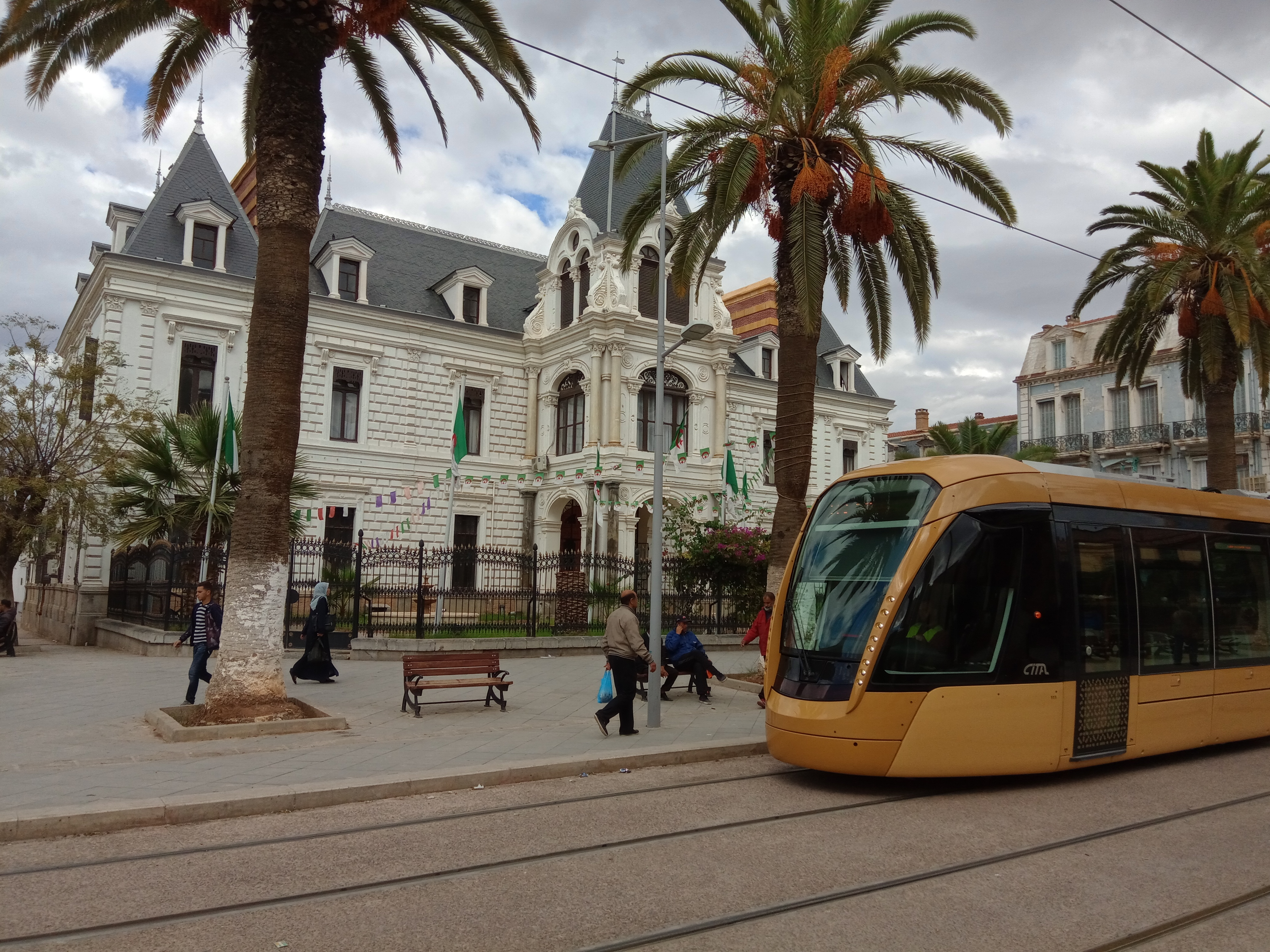
西迪貝勒阿巴斯

西迪贝勒阿巴斯（阿拉伯语：‎）是西迪贝勒阿巴斯省的首府。位于阿尔及利亚北部，泰勒阿特拉斯山脉北麓、迈凯拉河右岸。人口180,260（1998年）。
西迪贝勒阿巴斯是地区重要的商业中心。有食品制造、农具制造、水泥、橄榄油等工业和伐木业。该市是谷场重要市场，主要交易大麦、小麦。葡萄酒、牲畜、油橄榄贸易亦发达。
1931年至1961年间法国外籍兵团总部设于此。

## 名人
- 勒内·维维亚尼：曾任法国总理
- 加斯东·朱利亚（英语：Gaston Julia）：数学家
- 马塞尔·塞尔当：拳击运动员
- 穆罕默德·贝贾维（英语：Mohammed Bedjaoui）：阿尔及利亚外交部长